# Charly-Oradour
Charly-Oradour település Franciaországban, Moselle megyében. Lakosainak száma 793 fő (2022. január 1.). Charly-Oradour Antilly, Argancy, Chieulles, Failly, Malroy, Sanry-lès-Vigy és Vany községekkel határos.

## Népesség
A település népességének változása:
| Lakosok száma | 196  | 259  | 385  | 632  | 678  | 680  | 679  | 672  | 734  | 793  |
|               | 1968 | 1982 | 1990 | 2006 | 2013 | 2015 | 2017 | 2019 | 2020 | 2022 |